# Biogefährdung

Warnzeichen W009 nach DIN EN ISO 7010: Warnung vor Biogefährdung

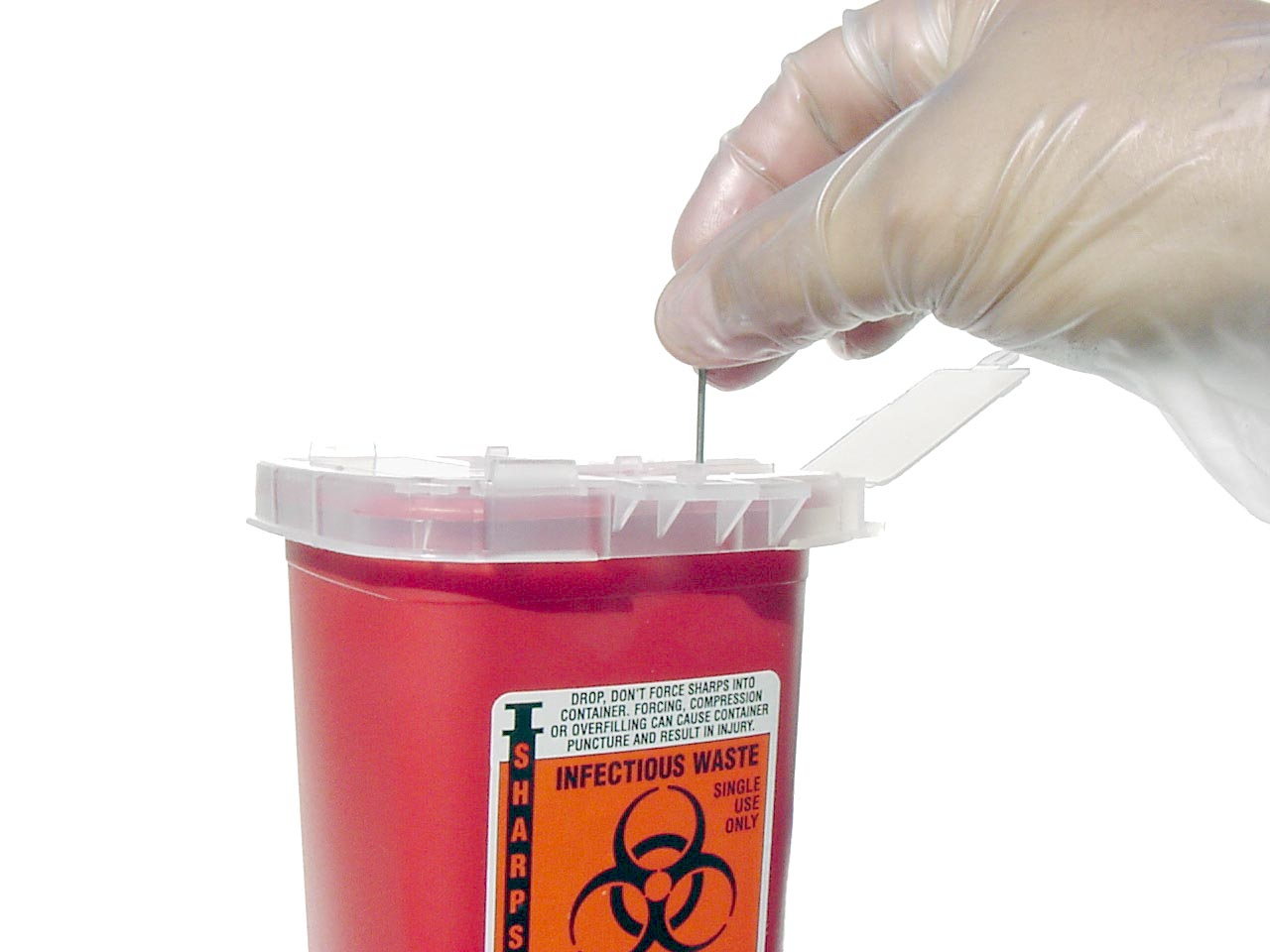
Beispiel für die Kennzeichnung Biogefährdung: ein Plastikcontainer für gebrauchte Kanülen

Das Symbol Biogefährdung (☣) (englisch Biohazard – Kurzform von biological hazard) kennzeichnet konkrete biologische Gefahrenpunkte. Das Symbol wurde im Rahmen einer Studie unter der Leitung von Charles Baldwin bei Dow Chemical im Jahr 1966 entwickelt und etabliert.
Mit dem Symbol gekennzeichnete Objekte stellen Gefahren für Menschen und Umwelt dar, die von biologischen Substanzen oder Organismen ausgehen. Beispiele hierfür sind medizinische Abfälle, mit Mikroorganismen kontaminierte biologische Proben, Viren, Toxine aus biologischen Quellen usw. die für Menschen, Tiere oder Pflanzen pathogen wirken und somit eine mögliche Gefahr darstellen. Solche Substanzen werden mit dem entsprechenden Warnzeichen gekennzeichnet, um auf den richtigen Umgang, beispielsweise das Tragen von entsprechender Schutzkleidung und die fachgerechte Entsorgung, aufmerksam zu machen.
Im Rahmen des Bevölkerungsschutzes und der Gefahrenabwehr wird der Begriff Biologische Gefahren verwendet, Einzelheiten siehe dort.
Die Biogefährdung wird in vier Risikogruppen klassifiziert, Einzelheiten sind unter Biologische Schutzstufe und Biologische Sicherheitsstufe zu finden.
Biogefährliche Substanzen sind nach Gefahrgutrecht für den Transport nach UN-Nummern klassifiziert:
- UN 2814 (für Menschen infektiöse Substanzen)
- UN 2900 (für Tiere infektiöse Substanzen)
- UN 3291 (medizinische Abfälle)
- UN 3373 (biologischer Stoff, Kategorie B / für Proben)

In Unicode findet sich das entsprechende Symbol an der Stelle U+2623 (☣).

## Symbolisierung
Das Symbol wurde 1966 bei Dow Chemical entwickelt, mit dem Ziel, ein einheitliches Warnsymbol zu schaffen, das die bisher uneinheitlichen Zeichen ablösen sollte. Die Entwickler wählten bewusst ein Zeichen, das für damalige Betrachter nicht intuitiv zu interpretieren war, aber zugleich einen hohen Wiedererkennungswert aufwies. Dadurch war jedermann gezwungen, die Bedeutung des Symbols bewusst zu erlernen, bei einer hohen Wahrscheinlichkeit, sich auch viel später noch daran zu erinnern. Auch die einfache Reproduzierbarkeit mit Filzstift und die Erkennbarkeit in jeder Position spielten eine Rolle.

## In der Populärkultur
Das Symbol wird unter anderem im Zusammenhang mit elektronischen Musikrichtungen wie Trance oder Hardstyle verwendet. Zudem ist es das Bandlogo der New Yorker Hardcore-Band Biohazard.